# Interactief muziekmuseum van Málaga
Het Interactief muziekmuseum van Málaga (Spaans: Museo Interactivo de la Música de Málaga) is een museum in de Zuid-Spaanse stad Málaga.

## Collectie en activiteiten
Het heeft een collectie van meer dan duizend muziekinstrumenten die uit de gehele wereld afkomstig zijn. Hiervan worden er ruim driehonderd in het museum getoond. De museumstukken zijn verdeeld over elf verschillende zalen. Ondergronds worden exposities getoond tussen de oude funderingen die uit de tijd van de Berberse Nasriddynastie stammen.
In de rode kamers staan muziekinstrumenten klaar die door de bezoekers uitgeprobeerd mogen worden. Hiertussen staan westerse instrumenten als een drumstel, viool, piano, maar ook instrumenten uit verre landen zoals een didgeridoo uit Australië of een gong uit China. Het speelse element trekt ook veel gezinnen met kinderen aan.

## Achtergrond
Het museum werd in 2002 geopend en bevindt zich aan de Calle Beatas, onder het Palacio del Conde de las Navas.